# Tetraleurodes andropogoni
Tetraleurodes andropogoni là một loài côn trùng cánh nửa trong họ Aleyrodidae, phân họ Aleyrodinae.
Tetraleurodes andropogoni được Dozier miêu tả khoa học đầu tiên năm 1934.